# Kiudu lõpp
Kiudu lõpp ist eine Bucht in der Landgemeinde Saaremaa im Kreis Saare auf der größten estnischen Insel Saaremaa. Sie wird von Undu poolsaar im Osten und dem „Festland“ von Saaremaa im Westen begrenzt. Sie liegt im Naturschutzgebiet Kahtla-Kübassaare hoiuala.
In der Bucht liegen die Inseln Atuka laid,
Kadagasäär,
Kalmelaid,
Kõrgelaid,
Mandujürnalaid,
Pitklaid,
Rooglaid,
Oitmelaid,
Silmalaid,
Suurlaid und
Veiste laid. Außerdem fließen die beiden Bäche Kiudu jõgi und Unguma jõgi in die Bucht.
Die Bucht ist 1,6 Kilometer breit und schneidet sich 2,8 Kilometer tief ins Land ein.